# فرودگاه کالگاری/ایردری
فرودگاه کالگاری/ایردری (به انگلیسی: Calgary/Airdrie Airport) یک فرودگاه خصوصی است که یک باند فرود آسفالت دارد و طول باند آن ۱۵۲۴ متر است. این فرودگاه در شهر ایردری کشور کانادا قرار دارد و در ارتفاع ۱۱۱۳ متری از سطح دریا واقع شده‌است.